# 箬山镇
箬山镇，中國浙江省温岭市沿海小鎮，居民多为闽南民系，相傳祖先是泉州回族，渡海至台灣成為台灣穆斯林，再渡海至浙江箬山。2000年代併入石塘镇，箬山現今常住人口1.3万，面积1.68平方公里。